# Duyên hải phía Nam (Krym)

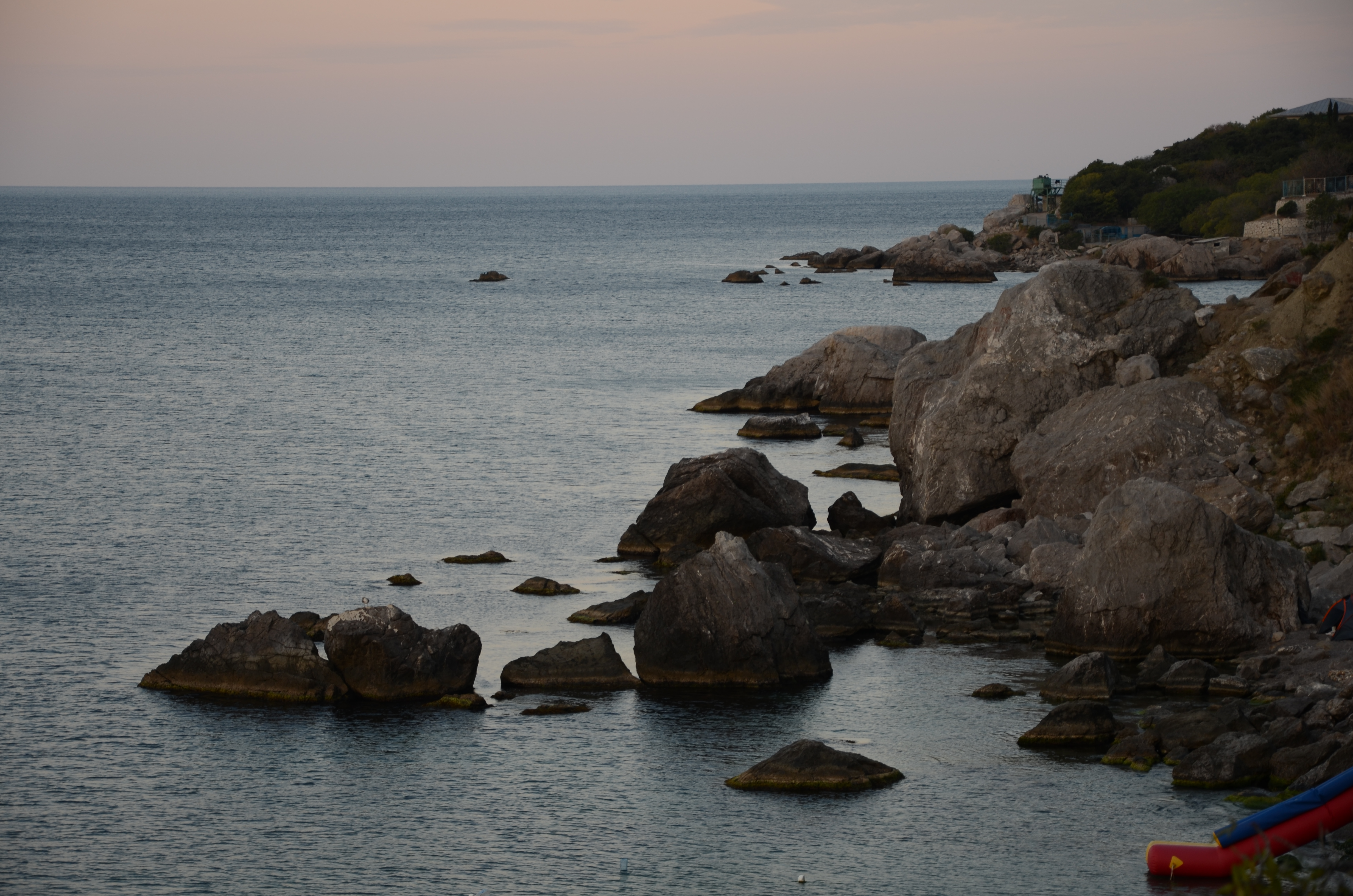
Batylyman, một khu nghỉ dưỡng tại Duyên hải phía Nam

Duyên hải phía Nam (tiếng Tatar Krym: Yalı Boyu; tiếng Ukraina: Півде́нний бе́рег, đã Latinh hoá: Pivdennyi bereg; tiếng Nga: Ю́жный бе́рег, đã Latinh hoá: Yuzhny bereg), còn được gọi là Riviera Krym, là một khu vực địa lý nằm tại phía nam bán đảo Krym, khu vực được quốc tế công nhận là một phần của Ukraina nhưng hiện do Nga kiểm soát. Duyên hải phía Nam trải dài từ mũi Aya đến núi Kara Dag, có tổng chiều dài khoảng 180 km. Duyên hải phía Nam từ lâu đã là một địa điểm du lịch nổi bật, do có khí hậu tương đối ấm áp và có những lợi ích có mục đích đối với sức khỏe hô hấp, và ước tính thu hút khoảng 500.000 khách du lịch hàng năm ngay từ năm 1984.

## Khí hậu
Duyên hải phía Nam là phần ấm nhất của Krym, có khí hậu cận nhiệt đới ẩm, tiếp giáp với khí hậu Địa Trung Hải mùa hè nóng, và dễ xảy ra lốc xoáy vào mùa đông và áp suất khí quyển cao vào mùa hè. Ví dụ, nhiệt độ tại thành phố Yalta đạt đỉnh vào khoảng 29,4 °C trong tháng 8 và giảm xuống mức thấp 2,2 °C vào tháng 2.
| Dữ liệu khí hậu của Yalta (bình thường 1991–2020, cực độ 1948–nay)      | Dữ liệu khí hậu của Yalta (bình thường 1991–2020, cực độ 1948–nay) | Dữ liệu khí hậu của Yalta (bình thường 1991–2020, cực độ 1948–nay) | Dữ liệu khí hậu của Yalta (bình thường 1991–2020, cực độ 1948–nay) | Dữ liệu khí hậu của Yalta (bình thường 1991–2020, cực độ 1948–nay) | Dữ liệu khí hậu của Yalta (bình thường 1991–2020, cực độ 1948–nay) | Dữ liệu khí hậu của Yalta (bình thường 1991–2020, cực độ 1948–nay) | Dữ liệu khí hậu của Yalta (bình thường 1991–2020, cực độ 1948–nay) | Dữ liệu khí hậu của Yalta (bình thường 1991–2020, cực độ 1948–nay) | Dữ liệu khí hậu của Yalta (bình thường 1991–2020, cực độ 1948–nay) | Dữ liệu khí hậu của Yalta (bình thường 1991–2020, cực độ 1948–nay) | Dữ liệu khí hậu của Yalta (bình thường 1991–2020, cực độ 1948–nay) | Dữ liệu khí hậu của Yalta (bình thường 1991–2020, cực độ 1948–nay) | Dữ liệu khí hậu của Yalta (bình thường 1991–2020, cực độ 1948–nay) |
| Tháng                                                                   | 1                                                                  | 2                                                                  | 3                                                                  | 4                                                                  | 5                                                                  | 6                                                                  | 7                                                                  | 8                                                                  | 9                                                                  | 10                                                                 | 11                                                                 | 12                                                                 | Năm                                                                |
| ----------------------------------------------------------------------- | ------------------------------------------------------------------ | ------------------------------------------------------------------ | ------------------------------------------------------------------ | ------------------------------------------------------------------ | ------------------------------------------------------------------ | ------------------------------------------------------------------ | ------------------------------------------------------------------ | ------------------------------------------------------------------ | ------------------------------------------------------------------ | ------------------------------------------------------------------ | ------------------------------------------------------------------ | ------------------------------------------------------------------ | ------------------------------------------------------------------ |
| Cao kỉ lục °C (°F)                                                      | 17.8 (64.0)                                                        | 20.2 (68.4)                                                        | 27.8 (82.0)                                                        | 28.5 (83.3)                                                        | 33.0 (91.4)                                                        | 35.0 (95.0)                                                        | 39.1 (102.4)                                                       | 39.1 (102.4)                                                       | 33.2 (91.8)                                                        | 31.5 (88.7)                                                        | 25.2 (77.4)                                                        | 22.0 (71.6)                                                        | 39.1 (102.4)                                                       |
| Trung bình ngày tối đa °C (°F)                                          | 7.4 (45.3)                                                         | 7.7 (45.9)                                                         | 10.4 (50.7)                                                        | 14.8 (58.6)                                                        | 20.5 (68.9)                                                        | 25.7 (78.3)                                                        | 29.1 (84.4)                                                        | 29.4 (84.9)                                                        | 24.2 (75.6)                                                        | 18.3 (64.9)                                                        | 12.8 (55.0)                                                        | 8.9 (48.0)                                                         | 17.4 (63.3)                                                        |
| Trung bình ngày °C (°F)                                                 | 4.6 (40.3)                                                         | 4.6 (40.3)                                                         | 6.8 (44.2)                                                         | 11.1 (52.0)                                                        | 16.4 (61.5)                                                        | 21.6 (70.9)                                                        | 24.8 (76.6)                                                        | 25.0 (77.0)                                                        | 20.1 (68.2)                                                        | 14.6 (58.3)                                                        | 9.7 (49.5)                                                         | 6.3 (43.3)                                                         | 13.8 (56.8)                                                        |
| Tối thiểu trung bình ngày °C (°F)                                       | 2.5 (36.5)                                                         | 2.2 (36.0)                                                         | 4.1 (39.4)                                                         | 8.1 (46.6)                                                         | 13.1 (55.6)                                                        | 18.1 (64.6)                                                        | 21.1 (70.0)                                                        | 21.5 (70.7)                                                        | 16.8 (62.2)                                                        | 11.7 (53.1)                                                        | 7.2 (45.0)                                                         | 4.1 (39.4)                                                         | 10.9 (51.6)                                                        |
| Thấp kỉ lục °C (°F)                                                     | −12.2 (10.0)                                                       | −12.3 (9.9)                                                        | −7.3 (18.9)                                                        | −3.8 (25.2)                                                        | 2.8 (37.0)                                                         | 7.8 (46.0)                                                         | 12.4 (54.3)                                                        | 10.0 (50.0)                                                        | 3.9 (39.0)                                                         | −1.1 (30.0)                                                        | −8.9 (16.0)                                                        | −7.4 (18.7)                                                        | −12.3 (9.9)                                                        |
| Lượng Giáng thủy trung bình mm (inches)                                 | 76 (3.0)                                                           | 56 (2.2)                                                           | 48 (1.9)                                                           | 29 (1.1)                                                           | 36 (1.4)                                                           | 35 (1.4)                                                           | 32 (1.3)                                                           | 43 (1.7)                                                           | 43 (1.7)                                                           | 52 (2.0)                                                           | 57 (2.2)                                                           | 84 (3.3)                                                           | 591 (23.3)                                                         |
| Số ngày mưa trung bình                                                  | 14                                                                 | 12                                                                 | 13                                                                 | 12                                                                 | 11                                                                 | 10                                                                 | 8                                                                  | 7                                                                  | 10                                                                 | 10                                                                 | 12                                                                 | 15                                                                 | 134                                                                |
| Số ngày tuyết rơi trung bình                                            | 6                                                                  | 6                                                                  | 4                                                                  | 0.2                                                                | 0                                                                  | 0                                                                  | 0                                                                  | 0                                                                  | 0                                                                  | 0                                                                  | 1                                                                  | 3                                                                  | 20                                                                 |
| Độ ẩm tương đối trung bình (%)                                          | 75.7                                                               | 73.6                                                               | 72.7                                                               | 72.0                                                               | 69.7                                                               | 67.7                                                               | 61.9                                                               | 61.5                                                               | 65.4                                                               | 71.5                                                               | 74.4                                                               | 75.1                                                               | 70.1                                                               |
| Số giờ nắng trung bình tháng                                            | 68.6                                                               | 85.1                                                               | 133.3                                                              | 174.9                                                              | 239.2                                                              | 273.2                                                              | 308.1                                                              | 280.6                                                              | 216.2                                                              | 145.1                                                              | 89.3                                                               | 63.2                                                               | 2.076,8                                                            |
| Nguồn 1: Pogoda.ru.net                                                  |                                                                    |                                                                    |                                                                    |                                                                    |                                                                    |                                                                    |                                                                    |                                                                    |                                                                    |                                                                    |                                                                    |                                                                    |                                                                    |
| Nguồn 2: World Meteorological Organization (humidity and sun 1981–2010) |                                                                    |                                                                    |                                                                    |                                                                    |                                                                    |                                                                    |                                                                    |                                                                    |                                                                    |                                                                    |                                                                    |                                                                    |                                                                    |

Duyên hải phía Nam có hệ thực vật đa dạng đáng kể, với số lượng khoảng 1.500 loài hầu hết liên quan đến các loài khác cũng được tìm thấy ở các khu vực xung quanh Địa Trung Hải. Trong số những loài này có bách xù, trúc đào, thông Aleppo, thông Thổ Nhĩ Kỳ, cây dầu thông, ô liu và cây dâu tây Hy Lạp. Vườn cây ăn quả, vườn nho và đồn điền trong lịch sử là một phần quan trọng của nền kinh tế địa phương.

## Du lịch và điểm mốc

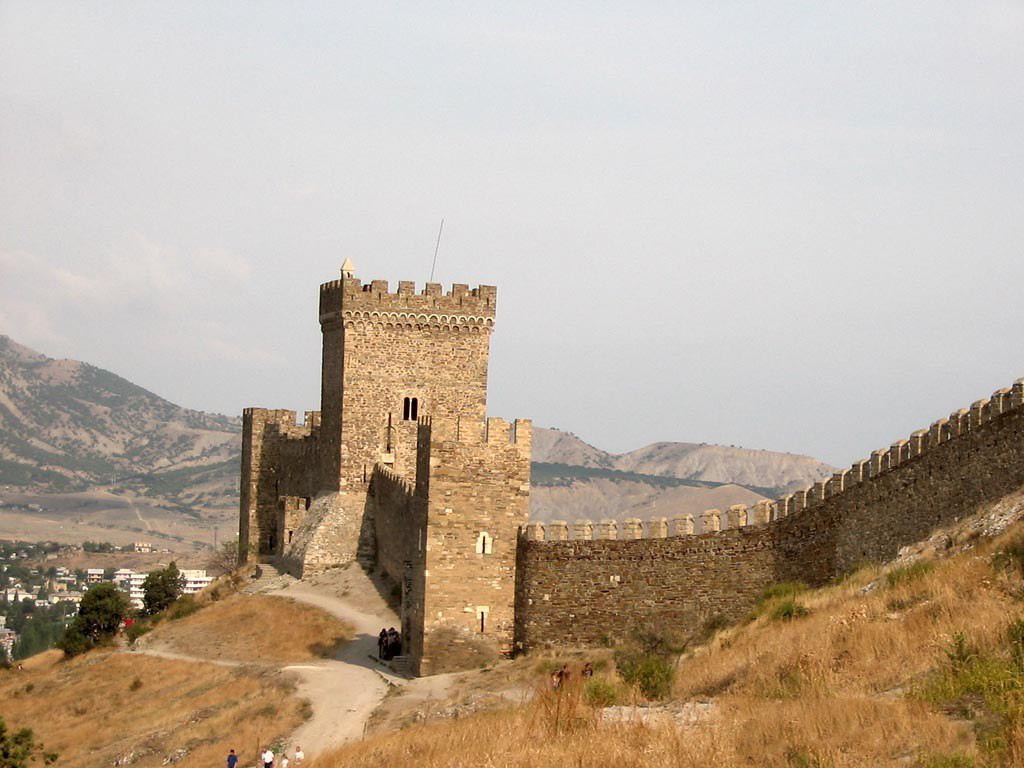
Thành Sudak củ người Genova tại Duyên hải phía Nam

Một số điểm mốc, cả tự nhiên và nhân tạo, tồn tại ở Duyên hải phía Nam và một số khu bảo tồn thiên nhiên tồn tại trong khu vực (trong đó có Khu bảo tồn thiên nhiên Karadag, Khu bảo tồn Mũi Martyan và Vườn bách thảo Nikitsky). Khu vực này rải rác có các thành tạo địa chất núi lửa, trong số đó có Núi Kara Dag và Ayu-Dag. Khu vực này còn được biết đến là một địa điểm nghỉ dưỡng, và là nơi có nhiều cung điện, trong số đó có cung điện Vorontsov ở Alupka, thành Sudak của người Genova, cung điện Livadia và cung điện Yusupov ở Koreiz.
Ngoài các tòa nhà, khu nghỉ dưỡng và khu bảo tồn tự nhiên, Duyên hải phía Nam còn có một số "đường mòn sức khỏe" theo đề xuất của bác sĩ lâm sàng người Nga Serge Botkin. Trong số những con đường này có Đường mòn của Sa hoàng, được xây dựng dưới sự giám sát của Sa hoàng Aleksandr III.
Sau khi Botkin chết, đường mòn Botkin (Боткінська стежка) được tạo ra bởi những người ủng hộ các phương pháp của ông. Các lợi ích sức khỏe có mục đích của Duyên hải phía Nam, đặc biệt là đối với các bệnh về đường hô hấp, được Volodymyr Kubijovyč tuyên bố là nguyên nhân thu hút du khách đến khu vực, và tại thời điểm xuất bản cuốn Bách khoa toàn thư Ukraina đầu tiên, hơn 500.000 khách du lịch đã đến thăm Duyên hải phía Nam hàng năm, so với dân số tương đối ít ỏi của khu vực là 20.000 người.
Duyên hải phía Nam trong lịch sử là nơi sinh sống của một cộng đồng đồng tính đáng kể. Một bãi biển khỏa thân được mở tại khu định cư kiểu đô thị Simeiz trong thời Liên Xô, và thời Ukraina độc lập là Hedgehogs với một quán bar và câu lạc bộ đêm. Trước khi Liên bang Nga sáp nhập Krym, Hedgehogs từng là địa điểm nổi tiếng để những người đồng tính luyến ái từ Ukraina, Belarus và Nga tụ tập, thu hút khoảng 4.000 khách du lịch hàng năm.

## Lịch sử
Bằng chứng về sự định cư thời tiền sử đã được tìm thấy tại Duyên hải phía Nam, đặc biệt là các công cụ Oldowan được tìm thấy tại Echkidag, Gaspra, Ai-Petri và gần Sevastopol. Người Tauri sống ở Duyên hải phía Nam, xen kẽ với người Hy Lạp và La Mã. Ngày nay, một số tàn dư của những tương tác này vẫn còn, chẳng hạn như thành trì Charax và nhiều tên địa danh khác nhau (Simeiz, Gaspra, và Koreiz , trong số những tên khác). Cộng hòa Genova cũng thuộc địa hóa bờ biển, thuộc lãnh thổ của Gazaria thuộc Genova. Năm 1475, khu vực này bị Đế quốc Ottoman chinh phục, và khuất phục trước khi trở thành một phần của Nga sau Chiến tranh Nga-Thổ Nhĩ Kỳ (1768–1774), cùng với phần còn lại của Krym.
Trong lịch sử, Duyên hải phía Nam là khu vực có nhiều người Tatar Krym sinh sống nhất của bán đảo Krym; theo điều tra nhân khẩu của Liên Xô năm 1939, khu Yalta có 29,51% là người Tatar Krym, khu Alushta là 63,14% người Tatar Krym và khu Sudak là 70,34% người Tatar Krym. Tuy nhiên, kể từ khi trục xuất người Tatar Krym, người Nga đã được định cư rộng khắp; theo điều tra dân số Ukraina năm 2001, huyện Yalta có 66% là người Nga, khu Alushta là 67% là người Nga và khu Sudak là 59% là người Nga (so với 58,5% dân số của Cộng hòa Tự trị Krym nói chung).

## Chính quyền
Duyên hải phía Nam hiện nằm dưới quyền kiểm soát của Nga kể từ khi Liên bang Nga sáp nhập Krym, và theo ranh giới nội bộ của Nga và Ukraine trước năm 2020, khu vực được quản lý bởi các khu Yalta, Alushta và Sudak, cũng như thành phố Sevastopol và một phần của khu Feodosia. Sau khi Ukraina cải cách các đơn vị hành chính vào năm 2020, Duyên hải phía Nam được quy thuộc huyện Yalta và một phần của các huyện Bakhchysarai và Feodosia.